# Rio Aluniș (Brașov)
O Rio Aluniş (Braşov) é um rio da Romênia afluente do rio Canalul Timiş, localizado no distrito de Braşov.